# Kościół św. Rozalii w Serafinowie
Kościół świętej Rozalii w Serafinowie – rzymskokatolicki kościół filialny należący do parafii Najświętszej Maryi Panny Wniebowziętej w Mokronosie (dekanat Koźmin diecezji kaliskiej).
Jest to świątynia wzniesiona w latach 1707–08. Wybudowano ją ze składek parafian z Mokronosa w intencji opieki po epidemii morowego powietrza. Remontowana była w latach 1884 i 1902 r. Natomiast, w latach 1964–65 został podwyższony dach nawy i wnętrze zostało poddane konserwacji. Budowla została odnowiona w 1983 i 1990 roku.
Kościół został zbudowany z drewna, posiada konstrukcję zrębową i składa się z jednej nawy. Budowla jest orientowana. Jej prezbiterium jest mniejsze w stosunku do nawy, zamknięte jest trójbocznie, z boku znajduje się zakrystia. Świątynię nakrywa dach dwukalenicowy, pokryty dachówką, na dachu jest umieszczona skromna wieżyczka na sygnaturkę, z namiotowym daszkiem i chorągiewką z datą budowy świątyni. Wnętrze nakryte jest pozornym sklepieniem kolebkowym w prezbiterium oraz płaskim stropem w nawie. Belka tęczowa jest ozdobiona barokowo-ludowym krucyfiksem z końca XVIII wieku. Chór muzyczny z balustradą jest ozdobiony ludowymi obrazami z aniołami namalowanymi na początku XIX wieku. Ołtarz główny w stylu barokowym pochodzi z 1 połowy XVIII wieku, natomiast dwa ołtarze boczne w stylu manierystycznym powstały w XVIII wieku. Manierystyczna polichromowana ambona została wykonana w 1 połowie XVIII wieku. Drzwi wejściowe z zamkiem i okuciami pochodzą z 1 połowy XVIII wieku.